# Aldearrubia
Aldearrubia ist eine westspanische Gemeinde (municipio) in der Provinz Salamanca in der Autonomen Gemeinschaft Kastilien-León. Seit der zweiten Hälfte des 20. Jahrhunderts hat sie, wie viele Gemeinden der Region, einen Bevölkerungsrückgang erlebt. Nachdem im Jahr 1950 noch 968 Einwohner in ihr gelebt hatten, hatte sie im Jahr 2024 nur noch 519 Einwohner.

## Bevölkerungsentwicklung
| Jahr      | 1900 | 1950 | 1960 | 1970 | 1981 | 1991 | 2000 | 2018 |
| Einwohner | 845  | 968  | 894  | 647  | 524  | 506  | 523  | 486  |